# Аларчинские курсы
Аларчинские курсы — высшие женские курсы в Петербурге, действовавшие с 1869 года до середины 1870-х годов.

## История
Вопрос о высшем образовании для женщин активно обсуждался в Российской империи начиная с 50-х годов XIX века. С 1859 года женщинам дозволялось посещать, в качестве вольнослушательниц, университетские лекции, а в 1860-х — 1870-х годах в Москве и Петербурге начали открываться высшие женские курсы. Так, в 1869 году, при поддержке профессоров Московского и Петербургского университетов, открылись Лубянские курсы в Москве и Аларчинские в Санкт-Петербурге; в 1870 — Владимирские курсы в Петербурге для обоих полов; в 1872 году — Высшие женские курсы В. Н. Герье в Москве.
Аларчинские курсы были основаны по инициативе педагога и общественного деятеля И. И. Паульсона. Они открылись 1 апреля 1869 года и работали в помещении 5-й гимназии близ Аларчина моста, отчего и получили своё название. Финансовой основой существования курсов были плата учениц за обучение и частные пожертвования. Как и созданные вскоре после них Владимирские курсы, Аларчинские действовали под строгим контролем со стороны властей.
Основной целью курсов была подготовка женщин к обучению по программам университета. Преподавание велось в форме коротких циклов публичных лекций; среди предметов были русский язык, геометрия, алгебра, физика, педагогика, позднее также ботаника, зоология, география. В число преподавателей входили А. Н. Страннолюбский, К. Д. Краевич, П. П. Фан-дер-Флит, А. Я. Герд, И. Ф. Рашевский и сам Иосиф Паульсон. Однако систематической подготовки курсы не давали, а состав слушательниц был слишком неоднородным, что не способствовало успеху начинания.
Просуществовав всего несколько лет, в середине 1870-х годов Аларчинские курсы закрылись.